# Håkon Magnusson
För kungen av Norge (1343–1380) och Sverige, se Håkan Magnusson. Se även Håkan Magnusson (olika betydelser).

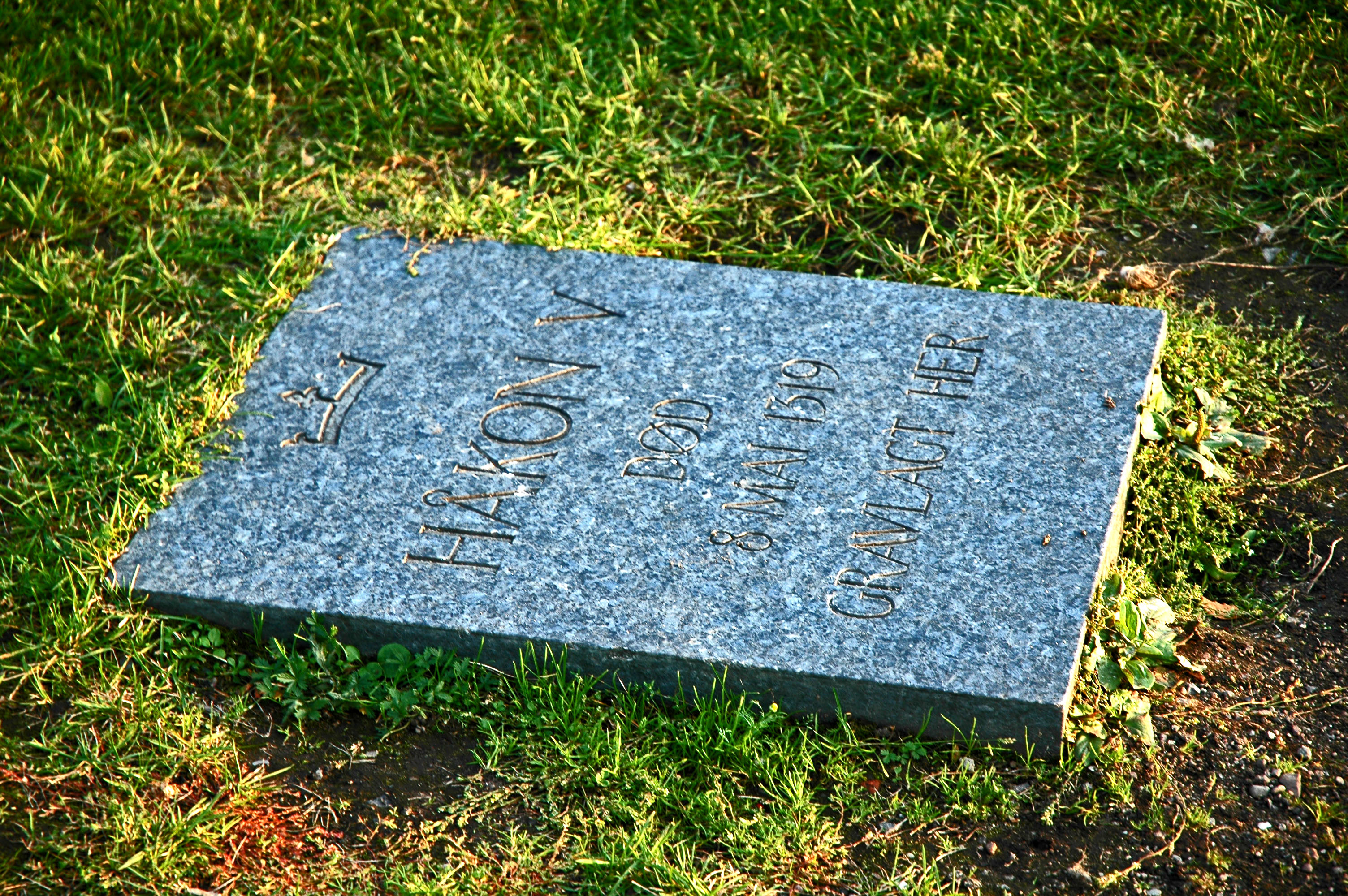
Håkon Magnussons gravsten i Oslo

Håkon Magnusson, Håkon Hålägg, född 10 april 1270 i Tønsberg på Vestfold, död  8 maj 1319 på Tunsberghus, var kung av Norge från 1 november 1299 till sin död.
Håkon var son till Magnus Lagaböter och Ingeborg Eriksdotter. Han gifte sig våren 1299 med Eufemia. Tillsammans med henne fick han Ingeborg Håkansdotter. Utanför äktenskapet hade han tillsammans med en okänd kvinna dottern Agnes Håkondotter. Agnes gifte sig 1302 med Hafthor Jonsson. Håkon är också morfar till Magnus Eriksson.
Håkon var från 1284 till 1299 hertig över Oslo, Oplandene, Färöarna, Ryfylke och Shetlandsöarna med oinskränkt makt. Håkon är också känd för byggandet av Akershus fästning, Vardøhus fästning och Bohus fästning samt att han gjorde Oslo till Norges huvudstad 1314. Håkon övertog tronen i juli 1299 efter sin bror Erik och regerade fram till sin död 1319. Med Håkons död dog Sverreätten ut på manssidan. Håkons dotter Ingeborg Håkansdotter och hennes man Erik Magnusson hade sonen Magnus Eriksson som 1319 blev kung över Norge och Sverige.
Håkon Magnussons och drottning Eufemias kvarlevor överfördes till Akershus fästning 1982.